# Get Lucky
Get Lucky je šesté sólové studiové album Marka Knopflera. Album vyšlo 14. září 2009 v Evropě a o den později v USA.

## Seznam skladeb
1. „Border Reiver“ – 4:35
2. „Hard Shoulder“ – 4:33
3. „You Can't Beat the House“ – 3:25
4. „Before Gas and TV“ – 5:50
5. „Monteleone“ – 3:39
6. „Cleaning My Gun“ – 4:43
7. „The Car Was the One“ – 3:55
8. „Remembrance Day“ – 5:05
9. „Get Lucky“ – 4:33
10. „So Far from the Clyde“ – 5:58
11. „Piper to the End“ – 5:47
12. „Early Bird“ – 5:36 (dostupné pouze přes Amazon.com; na CD nevyšlo)
13. „Time in the Sun“ – 2:52 (dostupné pouze přes Amazon.com; na CD nevyšlo)

## Obsazení
- Mark Knopfler – zpěv, kytara, mandolína, producent
- Richard Bennett – kytara
- John McCusker – housle, cittern, whistle
- Matt Rollings – klavír, varhany
- Guy Fletcher – klávesy, producent, zvukový inženýr, aranže smyčců
- Glenn Worf – baskytara, kontrabas
- Danny Cummings – bicí, perkuse
- Phil Cunningham – akordeon
- Michael McGoldrick – flétna, whistle
- Rupert Gregson-Williams – dirigent smyčců, francouzský roh
- Chuck Ainlay – producent, zvukový inženýr
- Rich Cooper – asistent zvukového inženýra
- Martin Hollis – asistent zvukového inženýra
- Bob Ludwig – mastering